# Ленејски фестивал
Ленејски фестивал (стгрч. ΛήναιαΛήναια) је био годишњи атински фестивал на којем су одржавана драмска такмичења. Био је то један од мањих празника Атине и Јоније у старој Грчкој.
Ленаиа је одржана у Атини у Гамелиону, што је отприлике одговарало јануару. Фестивал је био у част Диониса Ленаја. Такође постоје докази да се фестивал такође одржавао у Делфима.
Израз Lenaia вероватно долази од ријечи lenos што значи преса за вино или од ријечи lenai, другог имена за Менаде (жене које обожавају Диониса).